# Wielątki Rosochate
Wielątki Rosochate – wieś w Polsce położona w województwie mazowieckim, w powiecie wyszkowskim, w gminie Somianka. Ma status sołectwa. 
W latach 1975–1998 miejscowość administracyjnie należała do województwa ostrołęckiego.